# Lamujoki
Lamujoki är ett vattendrag i Finland.   Det är ett biflöde till Siikajoki, som rinner från Iso Lamujärvi i Pyhäntä kommun och förenas med Siikajoki från vänster i Sipola i Siikalatva kommun, i landskapet Norra Österbotten. Vattendraget  ingår i Siikajokis huvudavrinningsområde.  